# Jane (film 2022)
Jane è un film del 2022 diretto da Sabrina Jaglom con protagoniste Madelaine Petsch, Chloe Bailey e Melissa Leo.

## Produzione
Le riprese del film hanno avuto luogo nel Nuovo Messico e sono iniziate il 2 agosto 2021 per la durata di un mese.

## Distribuzione
Il film è stato distribuito il 22 agosto 2022 per una distribuzione limitata negli Stati Uniti per poi essere pubblicato il 26 settembre successivo sulla piattaforma streaming Creator+.